# Crotophaga
Crotophaga és un gènere d'ocells (els anís) de la família dels cucúlids (Cuculidae). Essencialment són ocells tropicals del Nou Món, encara que l'abast de dues espècies només arriba als Estats Units.

## Taxonomia
El gènere Crotophaga va ser introduït el 1758 pel naturalista suec Carl Linnaeus en la desena edició de la seva Systema Naturae per acomodar una sola espècie, l'aní becllís (Crotophaga ani). El nom del gènere combina el grec antic «krotōn» que significa “paparra” amb «-phagos» que significa “menjar”. Linnaeus va citar el metge irlandès Patrick Browne que l'any 1756 a la seva “Història civil i natural de Jamaica” havia utilitzat el nom de Crotophaga i va remarcar que l'aní becllís "viu principalment de paparres i altres animals petits; i es pot veure amb freqüència saltant sobre les vaques i bous als camps”. El nom "Aní" va ser utilitzat el 1648 pel naturalista alemany Georg Marcgrave a la seva “Historia Naturalis Brasiliae”. Marcgrave no va explicar l'origen de la paraula, però probablement es deriva de la llengua tupí.
Segons la Classificació del Congrés Ornitològic Internacional (versió 14.2, 2024) aquest gènere està format per tres espècies:
- Aní gros (Crotophaga major).
- Aní becllís (Crotophaga ani).
- Aní de bec solcat (Crotophaga sulcirostris).